# جيزيل بوندشين
جيزيل بوندشين (بالإنجليزية: Gisele Bündchen)‏ مواليد 20 يوليو 1980 في ريو غراندي دو سول، البرازيل، هي عارضة أزياء برازيلية.

## نشأتها وبداية عملها
جيزيل بوندشين عارضة أزياء برازيلية تعد من الجيل السادس لعائلة ألمانية برازيلية؛ ولدت في «تري دي مايو ريو غراند دو سول Três de Maio, Rio Grande do Sul» في العشرين من يوليو في العام 1980، لأم كانت تعمل موظفة في بنك وأب كاتب وأستاذ جامعي؛ كلاهما ينحدر من اصول ألمانية. نشأت جيزيل في Horizontina وهي منطقة تقع جنوب البرازيل حيث يوجد بها عدد كبير من السكان الذين ينحدرون من أصول ألمانية. ونشأت مع شقيقاتها الخمس وهن «راكيل» و «غرازيلا» و «غابريلا» و «رفائيلا» وشقيقتها التوأم «باتريشيا» التي تصغرها بخمس دقائق. تتحدث بوندشين اللغة البرتغالية باعتبارها اللغة الأم، بالإضافة إلى الإسبانية والإنجليزية والإيطالية والألمانية التي تعلمتها من خلال الدراسة.
في سنة 1993، ونتيجة لإصرار من الأم، التحقت بوندشين برفقة أخواتها باتريشيا وغابرييلا بدورة خاصة بتكوين عارضات الأزياء؛ ليتم اكتشافها في السنة الموالية من قبل وكالة "إيلايت Elite " للعارضات في مركز للتسوق في ساو باولو بينما كان في رحلة مدرسية. واختيرت فيما بعد في إطار مسابقة وطنية نظمتها "إيلايت" عن أفضل إطلالة للعام؛ وجائت في المركز الثاني بعد "كلوديا مينيزيس" التي احتلت المركز الأول. وجائت في المركز الرابع في المسابقة العالمية التي نظمتها بعد ذلك "إيلايت" Elite Model Look world contest"، في "إيبيزا – إسبانيا". ثم انتقلت في عمر 14 عاما إلى "ساو باولو" لتبدأ حياتها المهنية كعارضة للأزياء. وفي عام 1996، حظيت بوندشين بأول فرصة لها في مدينة نيويورك وذلك في "أسبوع الموضة".
و توالت نجاحاتها في 1997 و1998 في لندن وعرضت للعديد من الماركات العالمية بما فيها "ميسوني Missoni " و "كلوي Chloé " و "دولتشي & غابانا Dolce & Gabbana " وفالنتينو Valentino " و "جيانفرانو فيري Gianfranco " و "رالف لورين Ralph Lauren " و "فيرساتشي Versace ".؛ وظهرت على أغلفة مجلات الأزياء بما فيها مختلف نسخ مجلة "فوغ Vogue" ومجلة "آي دي i-D" وغيرها. ومع حلول عام 2000 استطاعت "جيزيل" أن تثبت نفسها كأقوى عارضة أزياء الأكثر جاذبية في العالم.
وفي إطار نجاحها المتواصل؛ أعلنت "شانيل" في فبراير 2013 على أن بوندشين ستصبح الوجه الإعلاني لتشكيلة ماكياجها الجديدة "لي بيج Les Beiges "، من خلال الحملة التي قام بتصويرها "ماريو تيستينو Mario Testino. وتمت الإفادة لاحقا بأنها تمكنت من التفوق على "ريهانا" والعديد غيرها من المشاهير في هذه الحملة الإعلانية والتي تم اختيارها لها من قبل كارل لاغرفيلد نفسه.
وفي موسم ربيع/صيف عام 2014، تم اختيار «بوندشين» من قبل «مارك جاكوبس» إلى جانب كل من «كاترين دينوف» و «صوفيا كوبولا» و «فان بينغبينغ»، و«كارولين دي ميغري» و «إيدي كامبل Campbell» لتكون الوجه الإعلاني لأحدث تشكيلاته لماركة «لويس فويتون Louis Vuitton».
و ظلت هذه العارضة البرازيلية؛ منذ 2004 حتى غاية 2013، تتربع على قائمة العارضات الأغلى في العالم. وبحسب مجلة فوربس فهي لاتعد أغلى عارضة فحسب وإنما هي تحتل المرتبة الـ16 في قائمة نساء العالم الأكثر ثراء. وذكرت مجلة «فوربس» الأميركية أن «جيزيل بوندشين» في طريقها لتصبح أول عارضة أزياء مليارديرة في العالم، بدخل سنوي يقدر بحوالي 45 مليون دولار وتم تقييم إيراداتها خلال العشر سنوات الماضية التي تخطت الـ250 مليون دولاراً.

## حياتها العائلية والأعمال الخيرية
في عام 2009 تزوجت "بوندشين" من "توم برادي" بعدما كانت منذ عام 2000 حتى عام 2005 على علاقة بالممثل الأميركي "دي كابريو". ولدى "بوندشين وبرادي طفلين؛ الابن "بنجامين" (مواليد 2009) والابنة "فيفيان" (مواليد 2012). واشتهرت "بوندشين" بتصريحاتها حول أهمية الرضاعة الطبيعية بالنسبة لها ولأطفالها.
حصلت هذه العارضة البرازيلية الشهيرة في عام 2009 على لقب سفيرة النوايا الحسنة للبيئة من قبل وكالة الأمم المتحدة للبيئة. وقد اشتهرت باهتمامها وشغفها بالبيئة وبالاهتمام بالحفاظ عليها حيث أن منزلهما هي وزوجها «توم» في لوس أنجلس Los Angeles يستخدم الطاقة الشمسية، ونظام المياه الرمادية، ونظم الإضاءة التي تقلل استهلاك الطاقة، ونظام استرداد مياه الأمطار وبرامج للحد من النفايات بإعادة تدويرها؛ كما أنه يتوفر على حديقة للخضروات حيث يقتنون 90 % من الغذاء الذي يتناولونه. كما تم استخدام مختلف المواد الصديقة للبيئة بما فيها الحجر والخشب، وغيرها من الأجهزة والمنتجات المستدامة في بنائه.
وفي مايو 2014 كانت «جيزيل» العارضة الوحيدة ضمن قائمة فوربس لأقوى 100 امرأة في العالم؛ حيث احتلت المركز 89 وذلك تقديرا للنجاحات التي عرفتها مختلف الماركات التابعة لها؛ وكذا الجهود التي تقوم بها «جيزيل» فيما يخص الحفاظ على البيئة والاستدامة والتنوع الحيوي الطبيعي.
بعد خمس سنوات من بنائه وتجهيزه، تخلت عارضة الأزياء البرازيلية جيزيل بوندشين Gisele Bundchen عن قصرها في لوس أنجلوس، وقررت بالاتفاق مع زوجها توم برادي بيعه بخمسين مليون دولار، لأنها ترغب في نقل إقامتها لمدينة بوسطن، وستقوم ببناء منزل أفضل هناك للم شمل عائلتها.
وأخيرا؛ تم اختيار «جيزيل بوندشين» لتسليم الكأس للمنتخب الفائز في بطولة كاس العالم التي أقيمت مؤخرا في البرازيل في منتصف شهرتموز/يوليومن 2014؛ وجمع موقع FIFA.com أفضل التغريدات المتعلقة بنهائي كأس العالم البرازيل 2014 FIFA وكانت ضمنها ماقالته «جيزيل» أثناء تسليم الكأس:«هل يجب أن أحتفظ بالكأس.» 

## أفلام
- تاكسي 1: في دور فانيسا
- الشيطان يرتدي برادا: في دور سيرينا

## وصلات خارجية
- جيزيل بوندشين على موقع IMDb (الإنجليزية)
- جيزيل بوندشين على موقع الموسوعة البريطانية (الإنجليزية)
- جيزيل بوندشين على موقع مونزينجر (الألمانية)
- جيزيل بوندشين على موقع ألو سيني (الفرنسية)
- جيزيل بوندشين على موقع ميوزك برينز (الإنجليزية)
- جيزيل بوندشين على موقع أول موفي (الإنجليزية)
- جيزيل بوندشين على موقع إن إن دي بي (الإنجليزية)
- جيزيل بوندشين على موقع ديسكوغز (الإنجليزية)
- جيزيل بوندشين على موقع قاعدة بيانات الفيلم (الإنجليزية)
- جيزيل بوندشين على موقع دليل عارضات الأزياء (الإنجليزية)
- الموقع الرسمي